# Xenopus boumbaensis
Xenopus boumbaensis е вид жаба от семейство Безезични жаби (Pipidae).

## Разпространение
Видът е разпространен в Камерун.